# (26074) Carlwirtz
(26074) Carlwirtz ist ein die Marsbahn streifender Asteroid des Hauptgürtels, der am 8. Oktober 1977 vom deutschen Astronomen Hans-Emil Schuster am La-Silla-Observatorium (IAU-Code 809) der Europäischen Südsternwarte in Chile entdeckt wurde.
Der Asteroid ist nach dem deutschen Astronomen Carl Wilhelm Wirtz (1875–1939) benannt, der als Erster die Expansion des Weltalls mit Hilfe der Radialgeschwindigkeiten der Galaxien – allerdings rein qualitativ – nachwies.